# José María de Achával
José María de Achával (Buenos Aires, 18 de abril de 1804 - ?) fue un hacendado, comerciante y funcionario argentino.

## Biografía
José María de Achával es hijo de María Josefa Barrón y el comerciante Domingo Antonio de Achával, asistente al cabildo abierto del 22 de mayo de 1810.
A diferencia de su padre y de su hermano Joaquín, dedicados al comercio, desde su juventud se abocó a las tareas del campo, llegando a convertirse en un importante estanciero del sur de la provincia de Buenos Aires.
Fue diputado a la Legislatura de Buenos Aires, proporcionando fuertes sumas de dinero a Justo José de Urquiza y luchando por el federalismo en apoyo a la causa de la organización nacional en 1853. 
Actuó durante un tiempo como corredor de bolsa en la ciudad de Montevideo y estableció líneas de transporte fluvial a Brasil y Paraguay.
El 17 de agosto de 1824 casó con Mercedes de Madariaga y Galvez, con quien tuvo seis hijos: Domingo Antonio, Dolores, Emilia Teresa, Andrea Juana, Josefa y Nicolás de Achaval Madariaga.